# Louis II Phélypeaux de Pontchartrain
Pour les articles homonymes, voir Louis Phélypeaux.
Pour les autres membres de la famille, voir Maison Phélypeaux.
Louis Phélypeaux, marquis de Phélypeaux (1667), comte de Maurepas (1687) et de Pontchartrain (1699), dit aussi le « chancelier de Pontchartrain », est un homme d'État français né le 29 mars 1643 à Paris et mort à Pontchartrain-en-Jouars le 22 décembre 1727.

## Biographie
Fils de Louis Ier Phélypeaux de Pontchartrain, il est reçu conseiller  au parlement de Paris en la première chambre des requêtes le 11 septembre 1660. 
Le 16 juin 1677, il achète à  François  d’Argouges 100 000 livres la charge de Premier président au parlement de Bretagne, fonctions dans lesquelles il est reçu le 27 août 1677. Il ramène le calme dans la province qui avait été troublée par la révolte du papier timbré et obtient le retour du parlement à Rennes. 
Pontchartrain est rappelé à Paris par le contrôleur général des finances Claude Le Peletier qui le fait pourvoir le 25 avril 1687 d'une troisième charge surnuméraire d'intendant des finances. Il entreprend ensuite une carrière ministérielle (du 6 novembre 1690 au 2 juillet 1714, ministre d’État).
Du 29 septembre 1689 au 5 septembre 1699, il est contrôleur général des finances ; du 6 novembre 1690 au 5 septembre 1699, secrétaire d'État de la Marine et secrétaire d'État de la Maison du Roi. 
Sa gestion de son département, longtemps décriée, a été réévaluée par l'historiographie récente qui montre que, dans une période difficile, il administra avec compétence un immense département qui réunissait la Marine, le Commerce, les Colonies, le Clergé, Paris, la Maison du Roi et les finances de l'État. Il fait réaliser le recensement de la population française de 1693, le premier après celui de Vauban de 1678. Il combat l'influence, à la Cour, du quiétisme propagé par Fénelon et Mme Guyon.
On lui impute toutefois un certain nombre d'erreurs dans l'utilisation de la flotte française, portée à un très haut niveau par Colbert et son fils le marquis de Seignelay, notamment une part de responsabilité dans le désastre de La Hougue.
C'est par des expédients fiscaux, comme la capitation créée en 1695 ou la taxe sur les étrangers de 1697 qu'il réussit, en tant que contrôleur général des finances, à financer la guerre de la Ligue d'Augsbourg, la plus longue du règne.On lui doit aussi la création d'un Armorial général destiné à taxer tous les blasons du royaume (1696), qui ne fut pas aussi prompt et lucratif qu'espéré.
Du 13 novembre 1690 au 27 décembre 1693, il occupe en outre les fonctions de chef perpétuel, président et directeur de la Compagnie des Indes Orientales. 
Il est ensuite chancelier de France du 5 septembre 1699 au 1er juillet 1714. Selon François Bluche,  « il redonn[a] à la chancellerie une importance et un éclat oubliés depuis la vieillesse de Pierre Séguier ».
Saint-Simon dresse de lui un portrait flatteur : « Jamais tant de promptitude à comprendre, tant de légèreté et d'agrément dans la conversation, tant de justesse et de promptitude dans les réparties, tant de facilité et de solidité dans le travail, tant d'expédition, tant de subite connaissance des hommes, ni plus de tour à les prendre ». Sa discrétion est fort appréciée de Louis XIV.
Il est nommé greffier de l'ordre du Saint-Esprit par lettre du 9 mai 1700. Il donne sa démission peu de jours après, et est nommé chevalier des Ordres. 
Il démissionne de sa charge pour ne pas avoir à apposer les sceaux sur l'arrêt du Conseil du 5 juillet 1714 condamnant un texte de l'évêque de Metz, Mgr Henri-Charles de Coislin, comme contraire à la bulle Unigenitus.  
Depuis quelque temps, il se sentait mal à l'aise devant la dérive autoritariste de Louis XIV et désirait se consacrer au salut de son âme. Il se retire à l’institution de l’Oratoire. Il meurt à Pontchartrain en Jouars le 22 décembre 1727. Il est inhumé à Paris en l'église Saint-Germain-l’Auxerrois. 
Il avait épousé, par contrat du 18 février 1668, Marie de Maupeou, morte le 12 avril 1714, qui était fille de Pierre III de Maupeou, seigneur de Monceau, président de la 5e Chambre aux Enquêtes. Ils eurent deux fils, Louis et Jérôme Phélypeaux, comte de Maurepas et de Pontchartrain.
Le 21 mars 1693, par contrat passé devant Moufle et son confrère, notaires au Châtelet de Paris, il avait acheté à Bernardin Boulin, écuyer, le fief des Moulineaux. Les papiers personnels de Louis II Phélypeaux de Pontchartrain et de sa famille sont conservés aux Archives nationales sous la cote 257AP.
Son portrait ovale en miniature en émail et or par Jean I Petitot (1607-1691) figura dans la collection Richard Baron Cohen, vendue aux enchères publiques à Paris (Drouot-Richelieu) le 3 décembre 2014.

## Hommages
Le lac Pontchartrain en Louisiane porte son nom, et la ville actuelle de Détroit dans le Michigan a été fondée avec le nom Fort Pontchartrain du Détroit à son honneur à l'époque de la Louisiane française.
Le lac Maurepas et le fort Maurepas, tous deux situés en Louisiane, furent également nommés en son honneur, car il était comte de Maurepas en plus d'être comte de Pontchartrain.